# Baharak (distrikt i Takhar)
Baharak är ett distrikt i Afghanistan. Det ligger i provinsen Takhar, i den nordöstra delen av landet, 260 kilometer norr om huvudstaden Kabul.
Distriktet beräknades år 2022 ha cirka 36 000 invånare.